# Friedrich Wilhelm Adami
Friedrich Wilhelm Adami (Suhl, Alemanha, 18 de outubro de 1816 — Berlim, 5 de agosto de 1893) foi um dramaturgo alemão, autor de romances históricos, como Louise, Kõnigin von Preussen (1851) e Das Buch vom Kaiser Wilhelm (1888).